# Mi Ranchito Estate
Mi Ranchito Estate es un lugar designado por el censo ubicado en el condado de Starr en el estado estadounidense de Texas. En el Censo de 2010 tenía una población de 281 habitantes y una densidad poblacional de 346,63 personas por km².

## Geografía
Mi Ranchito Estate se encuentra ubicado en las coordenadas 26°23′16″N 98°52′24″O / 26.38778, -98.87333. Según la Oficina del Censo de los Estados Unidos, Mi Ranchito Estate tiene una superficie total de 0.81 km², de la cual 0.81 km² corresponden a tierra firme y (0%) 0 km² es agua.

## Demografía
Según el censo de 2010, había 281 personas residiendo en Mi Ranchito Estate. La densidad de población era de 346,63 hab./km². De los 281 habitantes, Mi Ranchito Estate estaba compuesto por el 95.73% blancos, el 0% eran afroamericanos, el 0% eran amerindios, el 0% eran asiáticos, el 0% eran isleños del Pacífico, el 4.27% eran de otras razas y el 0% pertenecían a dos o más razas. Del total de la población el 100% eran hispanos o latinos de cualquier raza.